# Orgullo Caribe
Orgullo Caribe es una miniserie de televisión colombiana producida para el canal regional Telecaribe. Una serie que muestra la realidad LGBTIQ+ en el Caribe colombiano a través de historias auténticas y personajes inolvidables. Además, Orgullo Caribe forma parte de una programación especial de Telecaribe para el Día Internacional del Orgullo LGBTIQ+, transmitida bajo el nombre "Caribe Diverso".

## Sinopsis
Es una mirada a la realidad que viven miembros de la comunidad LGBTIQ+ en el contexto cultural y social de la región Caribe. Además, hace una reflexión sobre temas como el amor propio, la aceptación, el coraje y la solidaridad.

## Elenco

### Principal
- Oscar Iván Alfonso como Javier
- Simón Alexander como Felipe

### Secundario
- Paola Tovar como Marta
- Divina Blanco como Magola
- Edwin Doria como Martin

## Producción
La serie, grabada en Barranquilla, es una serie documental de Telecaribe que explora la realidad LGBTIQ+ en la región Caribe colombiana, mostrando historias y personajes diversos y auténticos. El programa busca promover la aceptación y el respeto, reflexionando sobre temas como el amor propio, la aceptación, el coraje y la solidaridad.